# 1984 (opera)
1984 is een opera van de Amerikaanse dirigent en componist Lorin Maazel, gebaseerd op de gelijknamige roman van George Orwell. Het libretto werd geschreven door Thomas Meehan, die eerder meewerkte aan succesvolle Broadway-musicals als Annie en Hairspray, en J.D. McClatchy, hoogleraar Engels aan Yale University, dichter en auteur van vier eerdere libretto's. De première vond plaats op 3 mei 2005 in het Royal Opera House in de Londense wijk Covent Garden onder regie van de Canadese theatermaker Robert Lepage en onder directie van de componist.

## Ontwikkeling
De opera was de enige die Maazel schreef. De oorspronkelijke opdracht kwam van zijn vriend August Everding in 1997, toen beiden in München werkzaam waren, Everding als algemeen directeur van het Prinzregententheater en Maazel als chef-dirigent van het Symphonieorchester des Bayerischen Rundfunks. Everding maakte zich erg sterk voor het dystopische onderwerp dat Maazel uiteindelijk koos. Daarmee plaatste hij zich in de traditie van operastukken over literatuur, zoals Verdi zich liet inspireren door Shakespeare's Othello en Puccini door Sardou's toneelstuk La Tosca:
"I asked myself what novel of the 20th century would be most challenging and appropriate to turn into an opera. I was looking for something very contemporary. 1984 came to mind. I reread it and found within the true stuff of opera - doomed love affair, political intrigue - very much like Don Carlos, or Fidelio, or Tosca."
Ik vroeg me af welke 20e-eeuwse roman het interessantst zou zijn en zich het best zou lenen om er een opera van te maken. Ik zocht iets heel eigentijds. Ik moest aan 1984 denken, herlas het en vond er de ware bestanddelen van opera: een gedoemde liefde, politieke intriges, net als Don Carlos, Fidelio of Tosca.
Na het overlijden van Everding in 1999 bood Maazel het project aan de Royal Opera in Covent Garden aan, die in 2000 zijn medewerking toezegde. Toen de Tokyo Opera, die zou delen in de kosten, zich op het laatste moment terugtrok, besloot Maazel met zijn in 2002 opgerichte productiefirma Big Brother Productions zelf 416.000 pond te investeren. In tegenstelling tot mondelinge beloften van het operahuis was het stuk de enige nieuwe productie van de Royal Opera in 2005.

## Inhoud
Bij de eerste voorstelling vielen de donkere decors van regisseur Lepage meer in de smaak dan de muziek van Maazel. De recensies in de Britse pers omschreven de productie als een ijdel eerbetoon aan een uitstekende dirigent maar matige componist, en waren daarmee negatiever dan bijvoorbeeld het Amerikaanse Newsweek, dat schreef dat de muziek van het stuk "effectively conjures up the dispiriting emptiness of Orwell's awful vision", op effectieve wijze de ontmoedigende leegte van Orwells afschuwelijke visioen oproept. De ongebruikelijke en gedurfde keuze voor een bariton in de hoofdrol van Winston Smith werd algemeen gewaardeerd. De stem van de antagonist O'Brien is geschreven als tenor. Een belangrijke rol heeft ook het koor, dat een "haatrefrein" zingt tijdens de rituele Two Minutes Hate en een opruiend nationaal volkslied van Oceania.
De componist zelf vergeleek de moderne high-tech aankleding, tussen muren van geperforeerd staal die geen privacy of intimiteit toelaten, reusachtige videoschermen en gevangenen in oranje overalls, met de wereld uit de filmtrilogie The Matrix. De verhaallijn blijft echter overwegend trouw aan het origineel van Orwell.

## Uitvoeringen
Een complete uitvoering duurt circa drie uur. De oorspronkelijke productie werd na de première tot en met 19 mei 2005 nog vijf keer opgevoerd in Covent Garden. Een opname werd door BBC Radio 3 uitgezonden op 25 mei 2005. Van 2 tot en met 17 mei 2008 werd de opera zevenmaal opgevoerd in La Scala in Milaan. De originele productie werd in 2008 ook op dvd uitgebracht.
Op 6 maart 2011, zijn 81e verjaardag, dirigeerde Maazel zijn opera voor de Orquestra de la Comunitat Valenciana, het orkest van het operahuis Palau de les Arts in Valencia, bij zijn afscheid na vijf jaar als chef-dirigent.

## Cast
De oorspronkelijke cast bestond uit:
- Winston Smith: Simon Keenlyside
- Julia: Nancy Gustafson
- O’Brien: Richard Margison
- Gymnastiektrainster/dronken vrouw: Diana Damrau
- Syme: Lawrence Brownlee
- Parsons: Jeremy White
- Charrington: Graeme Danby
- Proletarische vrouw: Mary Lloyd-Davies
- Cafézanger: Johnnie Fiori
- Cafékwartet: The Demon Barbers
- Kinderkoor:  New London Children's Choir
- (Opgenomen) stem van het telescreen: Jeremy Irons

## Link
- 1984 | The Opera